# Брёхово (бывшая деревня)
Брёхово (ранее также Брюхово) — бывшая деревня, вошедшая в состав Москвы в 1960-м году. Находилась в месте пересечения улиц Волгина и Островитянова.

## История
В лесу у деревни Брёхово (сейчас тут ландшафтный заказник Тёплый стан) раскопаны курганы вятичей. 
Относилась к Чермневу стану Московского уезда, затем — к Зюзинской волости. 
До XVII века Брёхово — небольшая деревня на косогоре, располагалась напротив села Сергиевское и принадлежала к селу Тропарёво. В XVII веке — состояла с селом Богородским во владении бояр Морозовых, отдана ими в Девичий монастырь.
В 1803 году прихожане села Коньково-Троицкое приписываются к приходу церкви Сергия, так как в конце XVIII века церковь Живоначальной Троицы была упразднена. 
Оба села стали часто называть Коньково. По просьбе жителей деревни Брёхово они приписываются к приходу Сергиевской церкви.

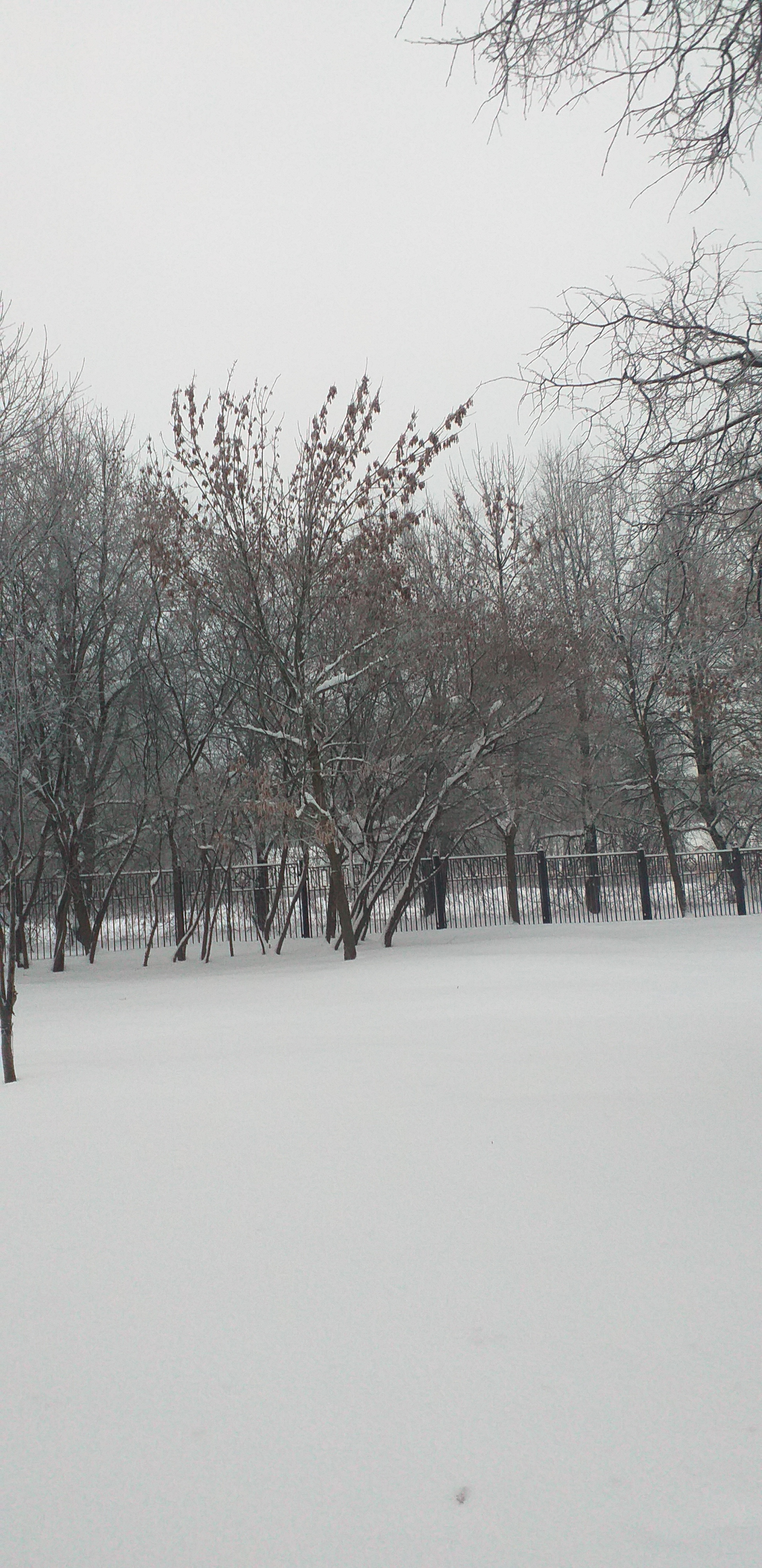
Местность на территории Брёхово

В 1859 году Брёхово (Брюхово) — казённая деревня, при пруде, по правую сторону Старо-Калужского тракта (из Москвы в Подольский уезд). 
В 1877 году Брёхово — деревня Зюзинской волости,  в приходе села Сергиевско-Коньково Киево-Качаловского благочиния.
В 1960 году деревня входит в состав Москвы. В конце 1960-х годов по деревне курсировал автобус №196.
В начале 1970-х годов деревня была снесена.
11 декабря 2021 года остановке "Улица Академика Волгина, 33" вернули историческое название "Брёхово", данное по располагавшейся на том месте деревне. 

## Местоположение
На 1951 год:
- Островитянова,10
- Церковь Льва Великого
- Островитянова,11
- Академика Волгина,14
- Островитянова, 13 — деревенский пруд
- Академика Волгина, 35—37
- Академика Волгина, 39

C cевера деревня ограничивалась малой речкой — заболоченным Бреховским оврагом, притоком реки Очаковка.
По состоянию на 2021 год, верховья и большая часть водотока засыпаны, вода отведена в коллектор. 
Брёховский овраг пересекал современную улицу Академика Волгина между домами 14/3 и 35.
Таким образом, Брёхово находилась на водоразделе речки Очаковки и Брёховского оврага.
Сохранился Троицкий пруд на улице академика Арцимовича, который ранее был частью запруженного Брёховского оврага.
С запада Брёхово ограничивалось отвершком, в районе одного из зданий Научно-исследовательского института вычислительных комплексов (Академика Волгина, 33).
Поля деревни простирались на юг до Детской футбольной академии (Островитянова, 10).